# Bălușești (gmina Icușești)
Bălușești – wieś w Rumunii, w okręgu Neamț, w gminie Icușești. W 2011 roku liczyła 1964 mieszkańców.